# Stagovo
Stagovë en albanais et Stagovo en serbe latin (en serbe cyrillique : Стагово) est une localité du Kosovo située dans la commune/municipalité de Kaçanik/Kačanik, district de Ferizaj/Uroševac (Kosovo) ou district de Kosovo (Serbie). Selon le recensement kosovar de 2011, elle compte 1 160 habitants, dont une majorité d'Albanais.

## Histoire
Le village abrite plusieurs tours-résidences construites au XIXe siècle : celle de Halit Selman, celle de Rufki Braha, celle de Xhemajl Braha et celle de Shaip Hysaj ; cet ensemble est proposé pour une inscription sur la liste des monuments culturels du Kosovo.

## Démographie

### Évolution historique de la population dans la localité
| 1948 | 1953 | 1961 | 1971  | 1981  | 1991  | 2011  |
| ---- | ---- | ---- | ----- | ----- | ----- | ----- |
| 614  | 712  | 819  | 1 087 | 1 206 | 1 360 | 1 160 |

|  |